# 阿拉伯青年足球俱乐部
阿拉伯青年足球俱乐部（阿拉伯语：نادي الشباب العربي دبي）是一个阿联酋足球协会所属下的一个足球俱乐部。该俱乐部建立于1958年，地点座落在阿联酋迪拜市。

## 荣誉

### 国内联赛[1]
- 阿聯酋阿拉伯海灣聯賽
  - 1990、2008
- 阿聯酋總統盃
  - 1981、1990、1994、1997
- 阿联酋电信盃
  - 2011

### 國際聯賽
- 海湾联赛冠军杯
  - 1992、2012

第二名：1993

## 亞洲賽
截至2013年5月2日
- 亚足联冠军联赛: 3次

2009年: 小组赛
2012年: 小组赛
2013年: 16强
- 亚洲俱乐部锦标赛: 2次

1992年: 第四名
1996年: 第一轮
- 亚洲杯赛冠军杯: 3次

1990—1991赛季: 4强
1994—1995赛季: 决赛
1997—1998赛季: 第二轮